# Càntir (unitat)
Un càntir o càntera (en castellà: cántara), va ser una mesura de volum utilitzada a la península ibèrica que s'aplicava preferentment per a mesurar el vi.
A Catalunya (Lleida) s'emprava el càntir o el mallal com a mesura equivalent a 12 porrons; el porró són 4 quarts o petricons. A València i Castelló de la Plana, un càntir equivalia a 16 quartans (anomenats mitgetes a Alacant). A Balears, el vi es mesurava en cortines.
A l'Aragó, dotze càntirs de vi eren un alquez; cada càntir eren vuit gerros; el gerro, dos quartans, i el quartà (cuartillo), quatre copes. A Castella, el moyo eren 16 càntares o arroves de vi; la càntera o arrova, 8 azumbres; un azumbre, 4 quartans; i el quartà (cuartillo), 4 copes; aquestes mateixes mesures s'usaven a Almeria, Huelva i Jaén.
A Extremadura, l'arrova o càntera per a líquids eren quatre quartes, i cada quarta, nou quartans (cuartillos). A Galícia: La Corunya, una càntera, 8 azumbres i mitja; un azumbre, 4 quartans; el quartà (cuartillo), 4 copes (per l'aiguardent, s'usava una càntera una mica més gran; i a Orense, com a Castella, es partia del moyo: 8 càntares o olles; l'olla, 9 azumbres; l'azumbre, 4 quartans; el quartà (cuartillo), 4 copes. A Navarra, s'usava el càntir navarrès de 16 pintes; sent la pinta quatre quartans (cuartillos). Les províncies no citades seguien el sistema de mesures de Castella.